# Decreto de 6 de Agosto de 1892
O Decreto de Decreto de 6 de Agosto de 1892 aprovando a nova organização dos serviços administrativos é a designação pelo qual ficou conhecida o diploma que alterou profundamente o Código Administrativo de 1886, então em vigor. O decreto, assinado por José Dias Ferreira e António Teles Pereira de Vasconcelos Pimentel, é de pendor centralizador, tendo como principal inovação a extinção da Junta Geral enquanto órgão executivo do Distrito, criando em seu lugar, junto de cada Governo Civil, uma Comissão Distrital compostas por cinco membros efectivos e cinco substitutos, eleitos por delegados escolhidos pelas Câmaras Municipais do Distrito. Por outro lado, são retiradas competências às Juntas de Paróquia, transferindo-as para as Câmaras Municipais. 

## Descrição
Na vigência do Código Administrativo de 1886, a de 21 de Abril de 1892 foi publicado um decreto que alterou diversas das suas disposições fundamentais. Pouco depois, a 6 de Agosto de 1892 novo Decreto extinguiu as Juntas Gerais de Distrito e criou, junto de cada Governo Civil, Comissões Distritais compostas de cinco membros efectivos e cinco substitutos, eleitos por delegados escolhidos pelas Câmaras Municipais. Por outro lado, são retiradas competências às Juntas de Paróquia, transferindo-as para as Câmaras Municipais.
A decisão não foi pacífica. Reagindo contra a decisão do Governo de José Dias Ferreira, em 1892, de extinguir as Juntas Gerais, escrevia-se na Revista de Legislação e Jurisprudência que Não devem, em verdade, os distritos reputar-se mera divisão arbitrária para definir a jurisdição territorial dos governadores civis, mas antes agrupamentos de municípios determinados por suas afinidades, relações e interesses recíprocos; e assim como em cada um dos distritos há um delegado do poder central, não menos importa que se dê representação aos elementos que os constituem para e gerência dos negócios que exclusiva ou principalmente aproveitam à respectiva colectividade.
Era o fim das Juntas Gerais e da obra, embora em geral modesta que iam fazendo pelo país. As razões destas extinção são essencialmente de ordem financeira: As Juntas Gerais do Distrito haviam agravado consideravelmente a situação financeira do País. Votavam elas em cada ano 550 000$000 réis de adicionais às contribuições directas do estado, sendo uma grande parte, a maior, destinada ao pagamento de encargos com empréstimos distritais. Era um caminhar perigoso, uma notável confraternização com a prodigalidade do tesouro, concorrendo enormemente para a ruína do país - diz a Comissão de Administração Civil da Câmara dos Deputados ao apreciar, em 1896, o decreto que pôs em vigor o Código Administrativo de 1896.
As Comissões Distritais, que substituem as Juntas Gerais, são formadas indirectamente, por procuradores designados pelas Câmaras, presididas pelos Governadores Civis e contando entre os seus membros outro vogal nato como o auditor administrativo, relator em diversas matérias.